# Matias Cardoso
Matias Cardoso är en kommun i Brasilien.   Den ligger i delstaten Minas Gerais, i den östra delen av landet, 500 km öster om huvudstaden Brasília. Antalet invånare är 9 977.
Omgivningarna runt Matias Cardoso är huvudsakligen savann. Runt Matias Cardoso är det mycket glesbefolkat, med 3 invånare per kvadratkilometer.